# Amy Atwell
Amy Atwell (Perth, 30 giugno 1998) è una cestista australiana.

## Carriera
È stata selezionata dalle Los Angeles Sparks al terzo giro del Draft WNBA 2022 (27ª scelta assoluta).
Con l'Australia ha disputato i Campionati asiatici del 2023.